# بوت کش
بوت کش، دزدگیر (نام علمی: Caesalpinia bonduc) نام یک گونه از سرده ابریشم مصری است.